# Luftangriffe auf Düsseldorf

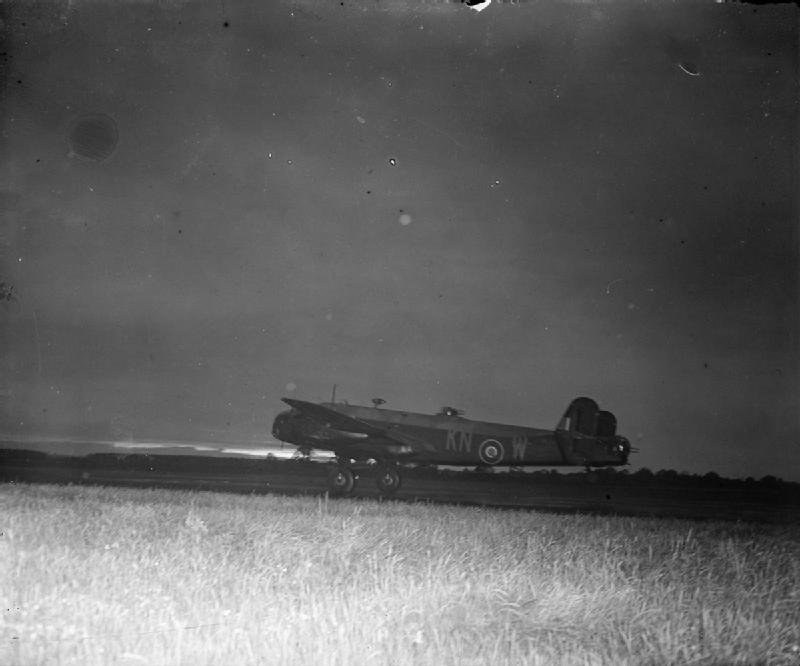
Start einer Handley Page Halifax am RAF-Flugfeld Elvington zum Bombardement auf Düsseldorf

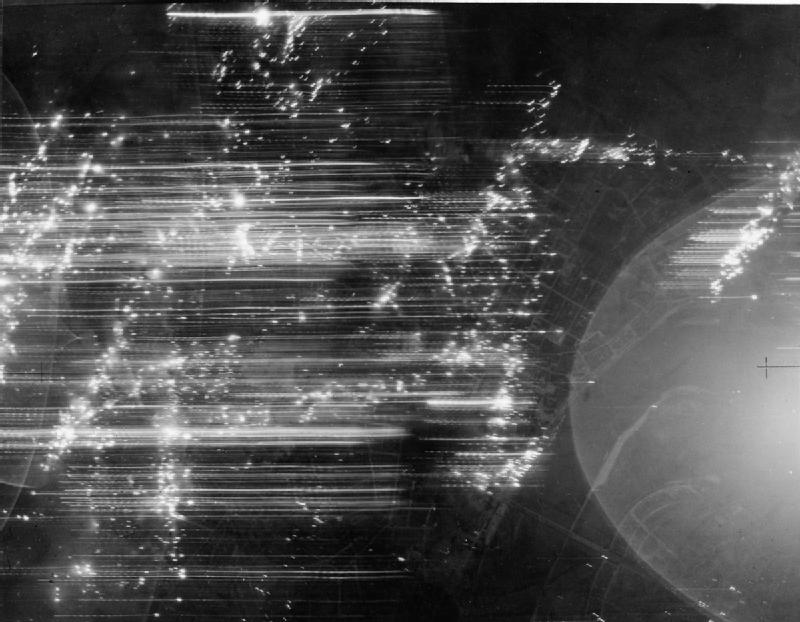
RAF-Luftaufnahmen vom Luftangriff in der Nacht vom 11. auf den 12. Juni 1943

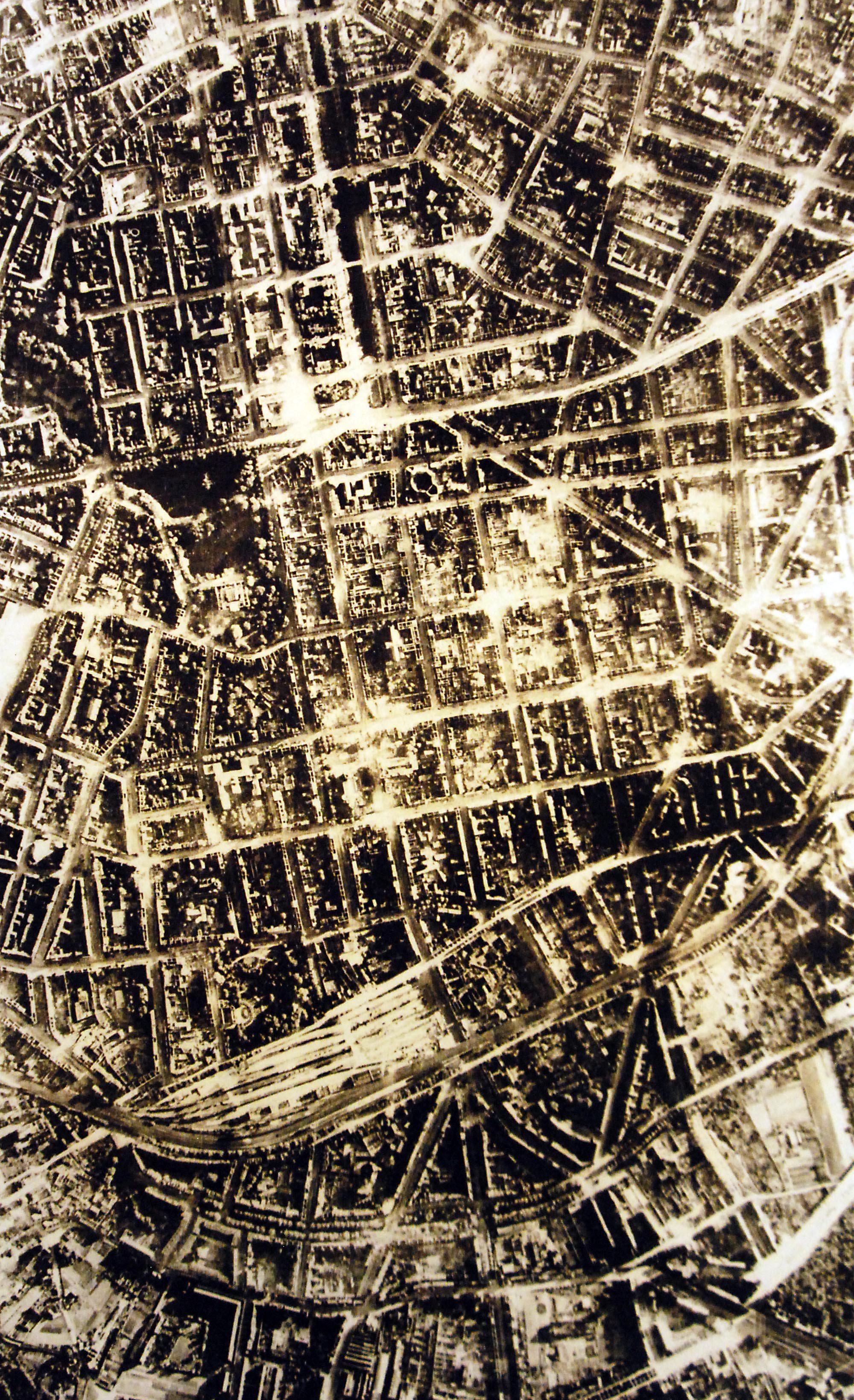
Luftbild der Zerstörungen in den Stadtteilen Carlstadt, Stadtmitte, Friedrichstadt, Bilk und Unterbilk eine Woche nach dem Luftangriff vom 12. Juni 1943

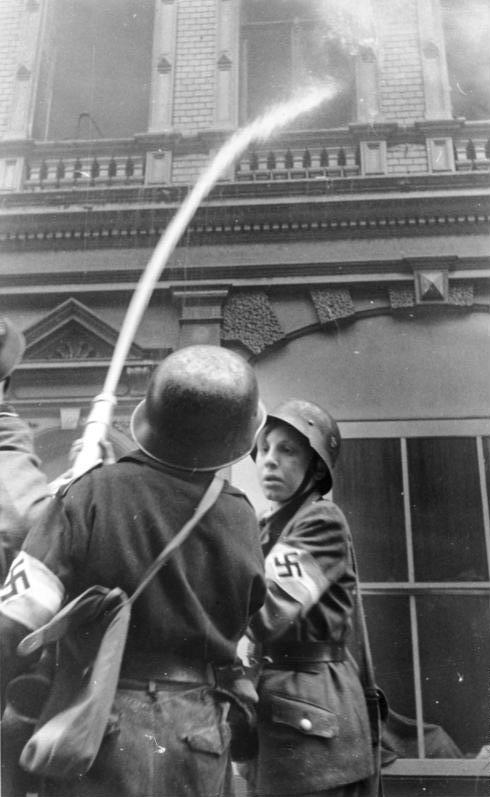
Einsatzkräfte der Hitlerjugend bei Löscharbeiten

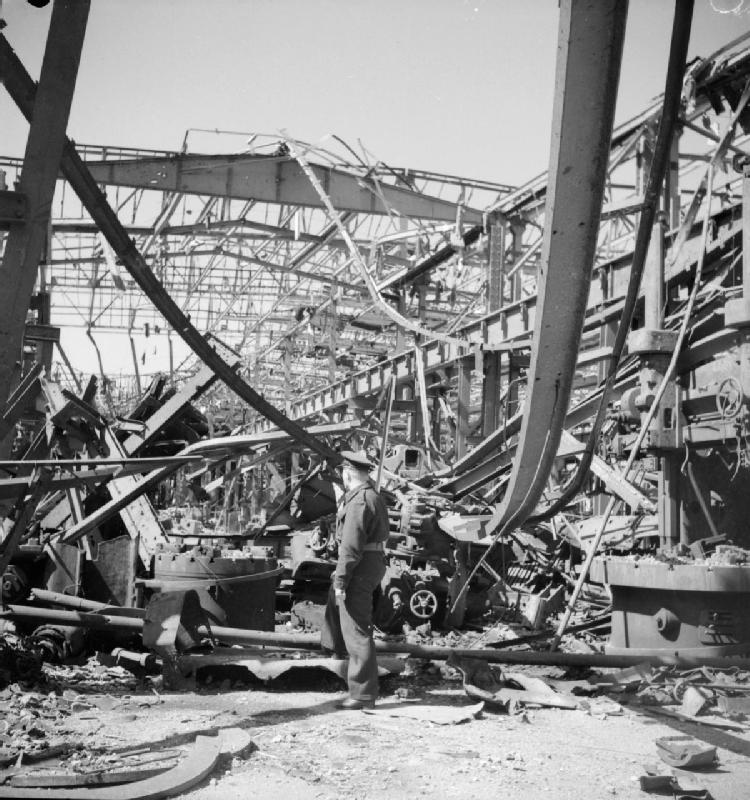
Zerstörte Industriehalle der Rüstungsfirma Rheinmetall-Borsig in Düsseldorf-Derendorf (Nacht vom 2./3. November 1944)

Bei den Luftangriffen auf Düsseldorf wurde die Stadt während des Zweiten Weltkrieges stark zerstört. Den schwersten Angriff erlitt sie am 12. Juni 1943, als durch gezieltes Bombardement der britischen Royal Air Force ein Feuersturm entfacht wurde, der den historischen Stadtkern, die Innenstadt und weitere angrenzende Stadtteile weitgehend zerstörte.

## Vorgeschichte
Als „Schreibtisch des Ruhrgebiets“ lag die Stadt seit Kriegsbeginn im Fokus britischer Luftangriffe. Der erste britische Luftangriff am 14. Mai 1940 auf die Stadtteile Flingern und Oberbilk, der vor allem den Hermannplatz und die Dorotheenstraße traf und sieben Verletzte sowie ein Todesopfer forderte, richtete allerdings nur kleinere Schäden an. Am 7. Dezember 1940 fielen rund 700 Stabbrandbomben und etwa 50 Sprengbomben auf die Stadtmitte, Pempelfort, Flingern, Oberbilk und Benrath. Es folgten zahlreiche weitere kleinere Angriffe. In der Nacht zum 1. August 1942 erlebten die Düsseldorfer den ersten Großangriff. Dieser erste Großangriff leitete eine Serie von Angriffen ein, die mit der Vernichtung von mehr als der Hälfte der Bausubstanz Düsseldorfs endete. Bei einem weiteren Großangriff am 11. September 1942 wurde u. a. das Rathaus schwer beschädigt.
Die insgesamt weit über 243 Angriffe kosteten über 6000 Zivilisten das Leben.

## Der erste Großangriff in der Nacht zum 1. August 1942
Bei dem 113. Luftangriff auf Düsseldorf am 1. August 1942, dem ersten Großangriff, warf ein britischer Verband fast 14 000 Stabbrandbomben vor allem über der Innenstadt, Oberkassel und den südlichen Stadtteilen ab. Zum ersten Mal wurde auch die Königsallee getroffen, und vor allem im Bereich von Oststraße und Friedrich-Ebert-Straße entstanden erhebliche Schäden.
Düsseldorf hatte ca. 250 Opfer zu betrauern, die Nachbarstadt Neuss 34. Rund 12.000 Einwohner wurden durch den Angriff obdachlos. 314 Wohngebäude waren nach dem Angriff total zerstört, 654 schwer beschädigt, 1.628 mittel und 9.030 leicht. Hinzu kamen diverse öffentliche Gebäude, Industrieanlagen und Einrichtungen der Wehrmacht.
Flak und Nachtjäger brachten in dieser Nacht einige der 630 beteiligten Bomber zum Absturz. Ein Wellington-Bomber stürzte bei Düsseldorf-Knittkuhl ab.

## Angriff am 12. Juni 1943
Die genaue Auswahl der zu bombardierenden Stadtteile wurde anhand von Luftbildern, Bevölkerungsdichtekarten und Brandversicherungskatasterkarten getroffen. Die Katasterkarten waren vor dem Kriege durch deutsche Feuerversicherungen bei britischen Rückversicherungsgesellschaften hinterlegt worden. Die Düsseldorfer Altstadt wurde als Kerngebiet des Angriffs ausgewählt, da hier der Holzanteil an der Gesamtbaumasse am höchsten war. Damit stellte sie zum Entfachen eines Feuersturms in Düsseldorf das optimale Kernzielgebiet dar.
Vor dem Bombardement wurde das Zielgebiet von Mosquito-Schnellbombern durch rote und grüne Markierungskörper (sogenannte Christbäume) abgegrenzt. Dies wurde überwacht durch einen in großer Höhe fliegenden Masterbomber, der über Funk mit den Markierungsfliegern verbunden war. Der Angriff begann um 1:15 Uhr mit dem Setzen der Markierungskörper.

### Das Bombardement

Grand Hotel Breidenbacher Hof nach dem Bombenangriff

Das Zielgebiet des Angriffs auf Düsseldorf stellte im Wesentlichen das dichtbesiedelte Stadtzentrum – insbesondere die Altstadt – dar. Das Bombardement begann um 1:25 Uhr. Der gesamte Angriff dauerte eine Stunde und 20 Minuten. Zuerst wurden 1.300 Sprengbomben sowie mehrere hundert Luftminen abgeworfen. Durch die Druckwellen der Explosionen wurden die Dächer aufgerissen. Danach wurden mehr als 225.000 Elektron-Thermit Stabbrandbomben über dem Stadtgebiet abgeworfen, die nun in die aufgerissen Dachstühle der Häuser fielen und diese innerhalb kürzester Zeit in Brand versetzten. Binnen einer Stunde breiteten sich tausende kleinere Gebäudebrände zu einem Feuersturm aus. In den angegriffenen Stadtteilen Derendorf, Düsseldorf-Zentrum und in der Düsseldorfer Südstadt entstand ein 40 Quadratkilometer großes Feuermeer mit insgesamt etwa 9000 Einzelbränden.

### Schäden und Opfer
Bei diesem Großangriff wurden rund 600 Menschen getötet und mehr als 3 000 Menschen verwundet. Zerstört oder stark beschädigt wurden u. a. 16 Kirchen, 13 Krankenhäuser, 28 Schulen und mehrere tausend Wohngebäude. Weite Teile der Innenstadt, von Derendorf, Carlstadt, Friedrichstadt, Unterbilk, Bilk, Oberbilk und der Südstadt waren völlig zerstört. Ausgedehnte Schäden entstanden in dem gesamten Gebiet zwischen Reeser Platz im Norden und Klinikum im Süden.

### Weitere Angriffe und Schäden

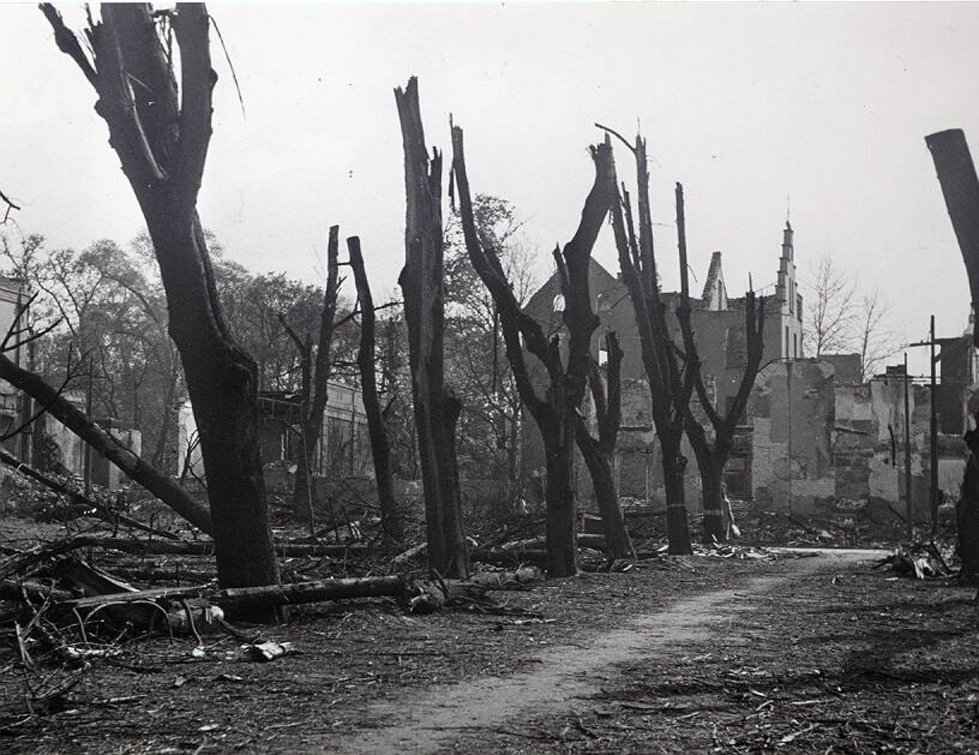
Bild der Zerstörungen im und am Hofgarten nach dem Bombenangriff vom 23. September 1944

Ein weiterer Großangriff in der Nacht vom 3. auf den 4. November 1943 forderte 622 Menschenleben. Noch größere Schäden entstanden in der Nacht vom 22. auf den 23. April 1944, als 1.200 Menschen getötet und 20.500 obdachlos wurden. Ein weiterer Großangriff in der Nacht vom 2. auf den 3. November 1944 hatte 748 Tote und 15.000 Obdachlose zur Folge.
Später folgten weitere Angriffe, die bis Kriegsende in Düsseldorf mit insgesamt 1,14 Millionen Brandbomben eine gewaltige Verwüstung hinterließen. Es waren im Bereich der Kernstadt 93 % aller Wohnhäuser, 96 % der öffentlichen und 93 % der Geschäftsgebäude zerstört oder beschädigt worden. Von 535.000 Bewohnern zu Kriegsbeginn war ein großer Teil aus der Stadt geflohen. Bei Kriegsende lebten weniger als 250.000 in den Ruinen Düsseldorfs. 10.000.000 Kubikmeter Trümmerschutt waren zu entfernen.

### Rezeption

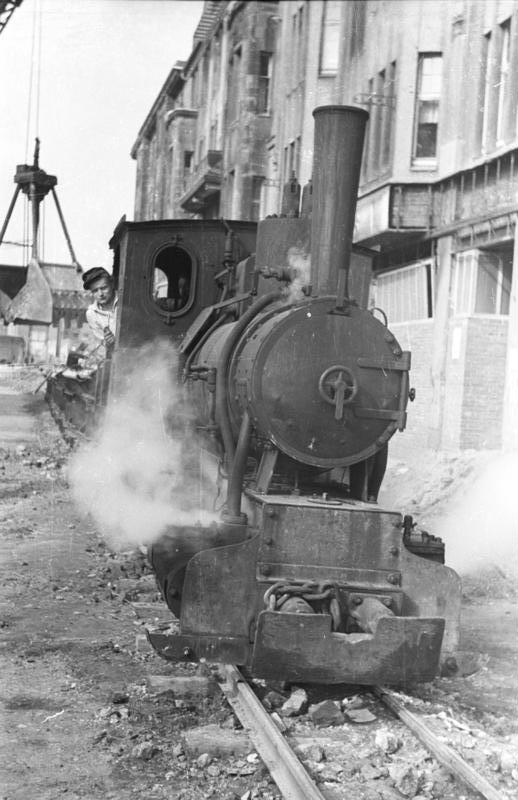
Trümmerbeseitigung 1948

Den Luftangriff vom 12. Juni 1943 erwähnte der britische Premierminister Winston Churchill ausdrücklich in einer Rede, die er am 30. Juni 1943 anlässlich der Verleihung der Londoner Ehrenbürgerwürde hielt. Dieser Angriff, so Churchill, hätte die Überlegenheit der britischen Luftwaffe schlagend vor Augen geführt. In Düsseldorf ging der Luftangriff vom 12. Juni, der am Samstag vor Pfingsten 1943 stattgefunden hatte, unter der Bezeichnung „Pfingstangriff“ in die Geschichte ein.